# Aalst (toneelstuk)
Aalst is een toneelstuk geschreven door de Belgische regisseur Pol Heyvaert. Het stuk is gebaseerd op gebeurtenissen die plaatsvonden in de stad Aalst in hotel De la Gare in 1999. Het vertelt over de  dubbelmoord op twee kinderen door hun ouders. 
Het stuk werd oorspronkelijk in 2005 opgevoerd door het Gentse theatergezelschap Victoria. Sindsdien toerde het uitgebreid in Europa alsook in Canada.

## Over de moord
In januari 1999 checkten Luc de Winne en Maggie Strobbe in Aalst in een hotelkamer in hotel De la Gare met hun twee kinderen, een jongen van zeven en een meisje van drie maanden. Ze doodden de dochter door haar te verstikken met een kussen en de zoon door hem met een schaar te steken. Ze werden vervolgens gearresteerd, berecht en veroordeeld tot levenslange gevangenisstraf. De zaak kreeg veel aandacht in de Belgische media.

## Het stuk
In 2005 gaf Pol Heyvaert, een ervaren scenograaf die langdurig aan het theatergezelschap Victoria verbonden was, het verhaal dramatische vorm. Heyvaert en zijn co-schrijver Dimitri Verhulst putten veel uit origineel bronnenmateriaal, waaronder verklaringen en interviews van de verdachten, televisiebeelden van het proces en een documentaire over het moordonderzoek. Heyvaert ontwierp en regisseerde ook het stuk, zijn eerste optreden als regisseur.
Het formaat van het toneelstuk is eenvoudig. Het paar zit op een paar meter afstand van elkaar op twee stoelen met voor elk een microfoonstandaard. Achter hen hangt een wit gordijn. Het podium is ontdaan van enige andere inrichting. Gedurende de volgende 70 minuten worden de twee ondervraagd door een onstoffelijke, gezaghebbende stem, en het verhaal van hun leven en dat van de moord op de kinderen stroomt naar voren.
Het blijkt dat beide ouders een verschrikkelijke jeugd hebben gehad. De vrouw was seksueel misbruikt door haar vader terwijl de man in pleeggezinnen was opgegroeid en op jonge leeftijd een kleine crimineel was geworden. Ze zijn allebei werkloos en leven van uitkeringen, aangevuld met inkomsten uit losse baantjes. Beiden hebben het idee dat ze overal recht op hebben en ze vertonen een gebrek aan verantwoordelijkheid. Ze bestellen consumptiegoederen uit catalogi, waaronder drie televisietoestellen en vijf stereo's, maar betalen daar nooit voor. Hun gezinsleven is wanorderlijk. Hun huis is smerig en voortdurend in het donker, met de lampen zwart geverfd. Hun relatie berust op misbruik en ze zijn van elkaar afhankelijk. De moord op de kinderen wordt uitgebreid en gedetailleerd beschreven. De ouders excuseren hun daden door te zeggen dat ze niet wilden dat hun kinderen door de staat werden weggehaald en in pleeggezinnen werden geplaatst, en dat ze niet wilden dat ze in het leven zouden lijden zoals ze zelf hadden gedaan. Helemaal aan het einde van het stuk wordt de waarheid van hun getuigenis in twijfel getrokken.
Met zijn moeilijke onderwerp en vaak grafische details, is Aalst beschreven als een 'verontrustend' en 'complex' stuk, een spel dat harde vragen oproept over de individuele moraliteit en de welvaartsmaatschappij. Daarnaast is het ook controversieel.
Het stuk is geproduceerd in theaters en festivals in heel Europa. Ook de Schotse schrijver Duncan McLean heeft Aalst bewerkt tot een Schotse versie. In maart 2007 ging deze versie in het Verenigd Koninkrijk in première in het Tramway-theater in Glasgow als een gezamenlijke productie van Victoria en het National Theatre of Scotland. Kate Dickie en David McKay speelden de hoofdrollen in een regie van Heyvaert. Het stuk ging vervolgens op tournee en beleefde zijn debuut in Londen in april 2007 in het Soho Theatre .